# Génération perdue. Le mouvement d'envoi des jeunes instruits à la campagne en Chine, 1968-1980
Génération perdue. Le mouvement d'envoi des jeunes instruits à la campagne en Chine, 1968-1980 est un ouvrage du sinologue Michel Bonnin paru en 2004. 
Entre 1968 et 1980, près de 17 millions de « jeunes instruits »  (les zhishi qingnian, abrégé en zhiqing) ont été déplacés par les dirigeants chinois à la campagne, en principe pour le reste de leurs vies, pour être rééduqués par des paysans. Ce mouvement (xiaxiang) constitue un événement historique spécifique, à la fois par son importance et par sa forme autoritaire mais aussi par ses justifications politiques et par son rôle dans les jeux de pouvoir de la fin de la gouvernance de la Chine par  Mao Zedong. 
L'ouvrage de Michel Bonnin a été publié en chinois en 2009 puis en anglais en 2013. 

## Présentation
Entre 1967 et 1980, 16 627 000 jeunes citadins chinois sont envoyés autoritairement dans les campagnes du pays. Parmi eux, quelque 4 670 000 jeunes gens, étaient des anciens Gardes rouges déportés entre 1967 et 1969 pour être rééduqués. Les jeunes instruits (zhishi qingnian, abrégé en zhiqing) n'étaient pas des intellectuels mais essentiellement des adolescents à la fin du premier ou du second cycle des études secondaires
.

## Accueil critique
Le sinologue Lucien Bianco indique que Michel Bonnin a pu utiliser une riche documentation qui lui a permis de rédiger un ouvrage exhaustif sur ce sujet essentiel mais bien moins étudié que l'histoire des Gardes rouges. L'universitaire américain Thomas P. Bernstein précise que la période qui s'est écoulée entre la fin du programme d'envoi des jeunes instruits vers 1980 et la publication de l'ouvrage en 2004 a permis à l'auteur d'utiliser les sources importantes devenues disponibles pendant la période de réforme. Celles-ci incluent des mémoires et la fiction écrites par d'anciens zhiqing, des nombreux documentaires et la littérature universitaire qui sont publiés en Chine. Michel Bonnin  a aussi utilisé les sources disponibles alors que le mouvement était en cours, y compris des entretiens avec des zhiqing qui s'étaient enfuis à Hong Kong. Pour la sociologue Monique de Saint-Martin, Michel Bonnin présente une « connaissance globale du xiaxiang, qu’il analyse tout à la fois par le haut, avec l’étude très précise de la politique mise en œuvre pour changer toute une génération, et par le bas, avec l’analyse de l’expérience vécue par les jeunes, qui n’omet pas de prendre en compte les paysans ». L'universitaire Alain Roux, considère qu'il s'agit « d'un livre essentiel pour comprendre la Chine de ces cinquante dernières années ».

## Éditions
L'ouvrage Génération perdue. Le mouvement d'envoi des jeunes instruits à la campagne en Chine, 1968-1980 a été publié en chinois en 2009 puis en anglais en 2013.
- 2004, Génération perdue : le mouvement d'envoi des jeunes instruits à la campagne en chine, 1968-1980 Paris: Éditions de l'École des hautes études en sciences sociales, 2004. 491 p.  (ISBN 2-7132-2016-5)
- 2009, Shiluo de yidai – Zhongguo de shangshan xiaxiang yundong, 1968-1980 失落的一代 — 中国的上山下乡运动1968-1980, Hong Kong, The Chinese University of Hong Kong, 468 p. (version chinoise de : Génération perdue. Le mouvement d’envoi des jeunes instruits à la campagne en Chine, 1968-1980),
- 2013 The Lost Generation. The Rustication of China's Educated Youth (1968-1980), Hong Kong, The Chinese University Press (version anglaise de Génération perdue. Le mouvement d'envoi des jeunes instruits à la campagne en Chine, 1968-1980), traduit par Krystyna Horko[6].